# Mozilla Application Suite
Mozilla Application Suite es un navegador web y una plataforma de desarrollo libre y de código abierto.
Por decisión de la Fundación Mozilla, esta suite de Internet ha dejado de ser desarrollada, siendo actualmente SeaMonkey su sucesor.

## Historia
Mozilla era originalmente el nombre en clave del Netscape Navigator. Tras la estrategia de Microsoft de incrustar su navegador Internet Explorer a su sistema operativo Microsoft Windows para dominar el mercado y ganar la “guerra de navegadores”, Netscape Communications tuvo la idea de contraatacar a Microsoft liberando el código fuente de su navegador Netscape 4.7, y así convertirlo en un proyecto de software libre. Se creó una comunidad de desarrolladores para el diseño de un nuevo navegador mejorado y centrado en el seguimiento de los estándares web de la W3C. Nacía así el proyecto Mozilla, retomando el nombre clave de Navigator. Finalmente, Mozilla fue reescrito casi desde cero tras decidirse que se desarrollaría y usaría como base un nuevo conjunto de widgets multiplataforma basado en XML llamado XUL, lo que hizo que tardara bastante más en aparecer de lo previsto inicialmente, lanzándose una versión 1.0 de gran calidad, traducido a un gran número de idiomas y multiplataforma, el 5 de junio de 2002.
Originalmente, Mozilla era desarrollado principalmente por Netscape Communications Corporation, conocida más popularmente como Netscape, con aportaciones de numerosos voluntarios individuales y corporativos. Netscape utilizaba el código del proyecto para su generación de Navigator 5 y 6.
Tras el abandono de Netscape Communications, el proyecto Mozilla cuenta con el apoyo organizativo, legal y financiero de la Fundación Mozilla, organización sin ánimo de lucro situada en el estado de California, Estados Unidos. La fundación, fue lanzada el 15 de julio de 2003, para permitir la continuidad del proyecto Mozilla más allá de la participación de voluntarios individuales.
El 10 de marzo de 2005, la Fundación Mozilla anunció que no se publicarían más versiones oficiales de esta suite. SeaMonkey es ahora el sucesor de Mozilla y es desarrollado por un grupo de voluntarios que conforman The SeaMonkey Project.
Como dato curioso, los desarrolladores del proyecto Mozilla han ocultado en las sucesivas versiones del navegador pasajes metafóricos del ficticio El Libro de Mozilla. Estos versículos recogen, a modo de revelaciones bíblicas, fechas e hitos significativos en la historia del navegador.

## Características
Lejos de ser solo un navegador, es una plataforma de desarrollo multiplataforma sobre la que se pueden construir otras aplicaciones.
Mozilla incluye de por sí, cliente de correo electrónico, editor de páginas webs, cliente LDAP y cliente IRC, además del navegador. También, es ampliable mediante módulos XPI, lo que permite darle nuevas funcionalidades antes impensables; por ejemplo ya hay un módulo de calendario.
Algunas características interesantes del navegador y el lector de correo-e son:
- Ampliabilidad mediante extensiones.
- Mayor comodidad en la navegación mediante el uso de pestañas para abrir varias páginas a la vez en lugar de ventanas.
- Muy buen tratamiento de la seguridad en cookies, conexiones seguras, imágenes, etc.
- Controles avanzados de correo basura, para minimizar el impacto del correo no solicitado.
- Software libre y de código abierto: no hay puertas traseras.
- Fallos a la vista:[1] la base de datos es universalmente accesible. Los fallos se corrigen en lugar de ocultarse. Los fallos de seguridad suelen corregirse en horas.
- Gran portabilidad: compila en gran variedad de sistemas operativos y arquitecturas. Hay binarios disponibles para casi todos los sistemas, incluyendo Windows, MacOS, Linux, Solaris FreeBSD, NetBSD, OpenBSD, IRIX, BeOS, OpenVMS y otros.

El futuro del proyecto Mozilla se encuentra en los componentes separados: Mozilla Firefox (navegador web), Mozilla Thunderbird (cliente de correo electrónico y lector de noticias), Mozilla Sunbird (calendario), Mozilla Nvu (editor web). Se planteó dejar de desarrollar la suite de aplicaciones de Mozilla, por lo que algunos usuarios, descontentos con esta decisión, hicieron replantearse a Mozilla retomar el proyecto. Así, además de las aplicaciones por separado, se desarrolla Mozilla SeaMonkey, que es la continuación de Application Suite.
- En Linux, mejora su apariencia empleando GTK 2 en vez de GTK 1, que fue el utilizado en su predecesor.
- Incorpora las actualizaciones periódicas de la aplicación.